# دودمان وینزر
دودمان وینزر (به انگلیسی: House of Windsor) یک دودمان سلطنتی در بریتانیا و قلمروی مشترک‌المنافع است.
این دودمان که اصالتی آلمانی دارد، شاخه‌ای از خاندان ساکس-کوبرگ و گوتا محسوب می‌شود. در سال ۱۹۱۷ جرج پنجم در دوران جنگ جهانی اول به دلایل آلمان‌هراسی و ضدآلمانی نام خانوادگی خاندان خود را از نام آلمانی به وینزر که برگرفته از نام قلعه وینزر است، تغییر داد.

## فهرست پادشاهان
| تصویر | نام         | از             | تا             | ارتباط با قبلی    |
| ----- | ----------- | -------------- | -------------- | ----------------- |
|       | جرج پنجم    | ۶ مه ۱۹۱۰      | ۲۰ ژانویه ۱۹۳۶ | پسر ادوارد هفتم   |
|       | ادوارد هشتم | ۲۰ ژانویه ۱۹۳۶ | ۱۱ دسامبر ۱۹۳۶ | پسر جرج پنجم      |
|       | جرج ششم     | ۱۱ دسامبر ۱۹۳۶ | ۶ فوریه ۱۹۵۲   | برادر ادوارد هشتم |
|       | الیزابت دوم | ۶ فوریه ۱۹۵۲   | ۸ سپتامبر ۲۰۲۲ | دختر جرج ششم      |
|       | چارلز سوم   | ۸ سپتامبر ۲۰۲۲ | تاکنون         | پسر الیزابت دوم   |

## توضیحات
1. ↑  House of Saxe-Coburg and Gotha until 17 July 1917; House of Windsor from 17 July 1917.